# Ligue Rhône-Alpes de football
La Ligue Rhône-Alpes de football est un organe fédéral dépendant de la Fédération française de football créé en 1920 et disparu en 2016 chargé d'organiser les compétitions de football au niveau de la région Rhône-Alpes. 
Créé en 1920 sous le nom de Ligue du Lyonnais, la LRAF adopte son nom définitif en 1980. En 2016, elle fusionne avec la Ligue d'Auvergne de football pour créer la Ligue Auvergne-Rhône-Alpes de football.
La LRAF qui a son siège à Villeurbanne, compte sept districts calqués sur les départements de l’Isère, de la Loire, du Rhône, de la Savoie, sur un regroupement des départements de la Drôme et de l'Ardèche, et sur une subdivision du département de l'Ain dont une partie est regroupée avec le département de la Haute-Savoie. Le président de la Ligue est Daniel Thinlot depuis le 17 août 2011.
La principale compétition organisée par la Ligue est le championnat de Division d'Honneur Rhône-Alpes qui donne le droit à son vainqueur de participer au championnat de France amateur. La Ligue s'occupe également d'organiser les premiers tours de la Coupe de France de football et de gérer le football féminin régional.

## Histoire
La Ligue est créée le 16 juin 1920, sous le nom de Ligue du Lyonnais de football. Celle-ci change de nom en 1980 et devient Ligue Rhône-Alpes de Football.

Ancien siège de la ligue Rhône-Alpes à Villeurbanne.

## Les clubs de la Ligue au niveau national

### Palmarès principal des clubs de la LRAF
Parmi les clubs de la LRAF, seulement cinq  clubs ont déjà évolué en première division.
Parmi eux deux ont cependant marqué l'histoire du football français en remportant de nombreux titres nationaux, l'AS Saint-Étienne qui détient le record du nombre de titres de champion de France (10), mais qui a également remporté six coupes de France, cinq trophées des champions et deux coupe Charles Drago et l'Olympique lyonnais qui remporte sept titres de champion de France consécutivement entre 2002 et 2008, cinq coupes de France, une coupe de la Ligue et sept trophées des champions.
Les trois autres clubs passés par la première division sont le Grenoble Foot qui y évolue durant quatre saisons, le Lyon OU qui n'y passe qu'une saison dans les années 1940 et enfin Évian Thonon Gaillard FC qui évolue en Ligue 1 de la saison 2011-2012 à la saison 2014-2015
| AS Saint-Étienne Championnat de France (10) : 1957, 1964, 1967, 1968, 1969, 1970, 1974, 1975, 1976 et 1981 Coupe de France (6) : 1962, 1968, 1970, 1974, 1975 et 1977 Coupe Charles Drago (2) : 1955 et 1958 Coupe de la Ligue (1) : 2013 Challenge des champions (5) : 1957, 1962, 1967, 1968 et 1969 | Olympique lyonnais Championnat de France (7) : 2002, 2003, 2004, 2005, 2006, 2007 et 2008 Coupe de France (5) : 1964, 1967, 1973, 2008 et 2012 Coupe de la Ligue (1) : 2001 Trophée des champions (8) : 1973, 2002, 2003, 2004, 2005, 2006, 2007 et 2012 |  |

Domination en Rhône-Alpes depuis 1933
- De 1933 à 1940 : Club le mieux classé en division nationale.

- De 1940 à 1945 : Club le mieux classé en championnat de guerre.

- Depuis 1945 : Club le mieux classé en division nationale.

## Palmarès des compétitions régionales
La Division d'Honneur débute officiellement en 1920. Dans la hiérarchie de la ligue Rhône-Alpes, on accède à ce championnat après avoir remporté la phase finale de sa poule de championnat de « Promotion de Ligue ». Ce championnat devient plus tard la « Promotion d'Honneur régional ». Un nouveau championnat est créé dans le début des années 1960 pour s'intercaler entre la Promotion de Ligue et la DH, il s'agit de la « Promotion d'Honneur » qui se transforme plus tard en « Division d'Honneur Régionale ». Depuis 1979, la ligue organise également la Coupe Rhône-Alpes.
Il existe aussi une Division d'Honneur pour les féminines depuis 1980.
Les palmarès de ces compétitions sont listés ci-dessous :
| Saison | Division d'Honneur         | Division d'Honneur Régionale                                                                              | Coupe Rhône-Alpes          | Division d'Honneur Féminine |
| ------ | -------------------------- | --- | -------------------------- | --------------------------- |
| 1921   | FC Lyon                    | |                            |                             |
| 1922   | Annemasse                  | |                            |                             |
| 1923   | CS Terreaux                | |                            |                             |
| 1924   | US Annemasse               | |                            |                             |
| 1925   | CO Saint-Chamond           | |                            |                             |
| 1926   | US Annemasse               | |                            |                             |
| 1927   | CO Saint-Chamond           | |                            |                             |
| 1928   | CO Saint-Chamond           | |                            |                             |
| 1929   | CO Saint-Chamond           | |                            |                             |
| 1930   | US Annemasse               | |                            |                             |
| 1931   | US Annemasse               | |                            |                             |
| 1932   | CO Saint-Chamond           | |                            |                             |
| 1933   | CO Saint-Chamond           | |                            |                             |
| 1934   | CO Saint-Chamond           | |                            |                             |
| 1935   |                            | |                            |                             |
| 1936   | US Annemasse               | |                            |                             |
| 1937   | FC Scionzier               | |                            |                             |
| 1938   | FC Scionzier               | |                            |                             |
| 1939   | US Annemasse               | |                            |                             |
| 1941   | CS Union Roche-la-Molière  | |                            |                             |
| 1942   | Lyon OU                    | |                            |                             |
| 1943   | Lyon OU                    | |                            |                             |
| 1944   | Côte Chaude Sportif        | |                            |                             |
| 1945   | US Annemasse               | |                            |                             |
| 1946   | Lyon OU                    | |                            |                             |
| 1947   | Annecy FC                  | |                            |                             |
| 1948   | Annecy FC                  | |                            |                             |
| 1949   | FC Scionzier               | |                            |                             |
| 1950   | CO Roche-la-Molière        | |                            |                             |
| 1951   | La Voulte Sportif          | |                            |                             |
| 1952   | AS Saint-Étienne R         | |                            |                             |
| 1953   | FC Villefranche Beaujolais | |                            |                             |
| 1954   | US Aubenas                 | |                            |                             |
| 1955   | Olympique lyonnais R       | |                            |                             |
| 1956   | AC Rive de Gier            | |                            |                             |
| 1957   | SO Chambéry                | |                            |                             |
| 1958   | US Faucigny                | |                            |                             |
| 1959   | FC Grenoble                | |                            |                             |
| 1960   | US Faucigny                | |                            |                             |
| 1961   | SO Chambéry                | |                            |                             |
| 1962   | US Montilienne             | |                            |                             |
| 1963   | Olympique lyonnais R       | |                            |                             |
| 1964   | AS Saint-Étienne R         | |                            |                             |
| 1965   | SO Chambéry                | |                            |                             |
| 1966   | FC Villefranche Beaujolais | |                            |                             |
| 1967   | US Faucigny                | |                            |                             |
| 1968   | Olympique lyonnais R       | |                            |                             |
| 1969   | AS Saint-Étienne R         | |                            |                             |
| 1970   | FC Villefranche Beaujolais | |                            |                             |
| 1971   | CA Saint Jean de Maurienne | |                            |                             |
| 1972   | SAL Saint Priest           | |                            |                             |
| 1973   | FC Valence                 | Nord : US Annemasse Sud : US Corbelin                                                                     |                            |                             |
| 1974   | SO Pont de Cheruy          | Nord : ES Sallanches Sud : FC Bourg Péronnas                                                              |                            |                             |
| 1975   | SAL Saint Priest           | Nord : FCS Rumilly Sud : USOA Valence                                                                     |                            |                             |
| 1976   | SO Pont de Cheruy          | Nord : Abbaye Grenoble Sud : Olympique lyonnais R2                                                        |                            |                             |
| 1977   | FCAS Grenoble              | Nord : Stella Thonon Sud : UGA Décines                                                                    |                            |                             |
| 1978   | CS Thonon                  | Nord : Norcap Grenoble Sud : AS Roanne                                                                    |                            |                             |
| 1979   | AS Roanne                  | Nord : ES Saint Martin d'Heres Sud : AS Saint-Étienne R2                                                  |                            |                             |
| 1980   | AS Saint-Étienne R         | Nord : FC Cruseilles Sud : AS Lyon-Duchère                                                                | Annecy FC                  |                             |
| 1981   | CBE Feyzin                 | Nord : FCS Rumilly Sud : FC JOJO Grenoble                                                                 | CBE Feyzin                 | FCAS Grenoble               |
| 1982   | FCAS Grenoble R            | Nord : CS Thonon Sud : L’Etrat Sportif                                                                    | CALO de Rillieux           | FC Lyon                     |
| 1983   | US Annemasse               | Nord : SO Chambéry Sud : USOA Valence                                                                     | US Annemasse               | FC Lyon                     |
| 1984   | US Faucigny                | Groupe A : US Corbelin Groupe B : FC Villefranche Beaujolais Groupe C : US Vals les Bains                 | FC JOJO Grenoble           | FC Saint-Étienne            |
| 1985   | FC JOJO Grenoble           | Groupe A : AST Moutiers Groupe B : FC Mizerieux Groupe C : USOA Valence                                   | UO Albertville             | FC Saint-Étienne            |
| 1986   | USOA Valence               | Groupe A : PS Romans Groupe B : Olympique lyonnais Groupe C : FC FC Vaulx-en-Velin                        | CS Morestel                | FCAS Grenoble               |
| 1987   | Norcap Grenoble            | Groupe A : CBE Feyzin Groupe B : PVFC Oyonnax Groupe C : AS Lyon-Duchère                                  | PVFC Oyonnax               | MJC Claix                   |
| 1988   | AS Lyon-Duchère            | Groupe A : Norcap Grenoble 2 Groupe B : FCS Rumilly Groupe C : FC Échirolles                              | SAL Saint Priest           | MJC Claix                   |
| 1989   | FCS Rumilly                | Groupe A : Annecy FC R Groupe B : AS Saint Priest R Groupe C : AS Saint-Étienne R                         | CS Thonon                  | FC Grenoble-Dauphiné        |
| 1990   | US Montilienne             | Groupe A : AS Villeurbanne Groupe B : AS Minguettes Vénissieux Groupe C : FC Bourg Péronnas               | SAL Saint Priest           | US Chevriere                |
| 1991   | AS Villeurbanne            | Groupe A : ASF Andrézieux Groupe B : PVFC Oyonnax Groupe C : FC Annonay                                   | Olympique lyonnais         | FC Lyon                     |
| 1992   | FC Vaulx-en-Velin          | Groupe A : AS Minguettes Vénissieux Groupe B : CA Saint Jean de Maurienne Groupe C : FC Grenoble-Dauphiné | SO Chambéry                | RC Saint-Étienne            |
| 1993   | FC Villefranche Beaujolais | Groupe A : CBE Feyzin Groupe B : FC Gaillard Groupe C : ASA Villeurbanne                                  | AS Lyon-Duchère            | FC Lyon R                   |
| 1994   | FC Bourg Péronnas          | Groupe A : FC Échirolles Groupe B : CS Neuville-sur-Saône Groupe C : ASF Andrézieux                       | FC Échirolles              | FC Félines Saint-Cyr        |
| 1995   | US Vénissieux              | Groupe A : Olympique de Saint-Maurice-de-Beynost Groupe B : USVO Grenoble Groupe C : US Forézienne        | US Cluses Scionzier        | FC Félines Saint-Cyr        |
| 1996   | ASF Andrézieux             | Groupe A : AS Saint-Priest R Groupe B : AS Saint-Étienne R2 Groupe C : US Annecy le Vieux                 | CSADN Roanne               | AS Griges Pont de Veyle     |
| 1997   | AS Minguettes Vénissieux   | Groupe A : Monts d'Or Azergues Foot Groupe B : CASC Oullins Groupe C : Annecy FC                          | AS Saint-Priest            | FC Lyon R                   |
| 1998   | Olympique lyonnais R2      | Groupe A : FC Bourgoin-Jallieu Groupe B : SC Maccabi Villeurbanne Groupe C : SO Chambéry                  | AS Saint-Étienne R2        | FCF Valence                 |
| 1999   | FC Gaillard                | Groupe A : US Forézienne Groupe B : AS Lyon-Duchère Groupe C : Olympique de Saint-Marcellin               | ASOA Valence               | UO Albertville              |
| 2000   | AS Lyon-Duchère            | Groupe A : FC Bourg Péronnas R Groupe B : AS Pomeys Groupe C : US Annecy le Vieux                         | AS Saint-Priest            | FC Lyon R                   |
| 2001   | FC Échirolles              | Groupe A : ASF Andrézieux R Groupe B : Grenoble Foot R2 Groupe C : US Culoz                               | Olympique lyonnais R       | FC Lyon R                   |
| 2002   | Olympique lyonnais R2      | Groupe A : ASM Trevoux Groupe B : FC Ternay Groupe C : AC Seyssinet                                       | AS Chavanay                | Claix Football              |
| 2003   | Olympique lyonnais R2      | Groupe A : ASF Andrézieux R Groupe B : Monts d'Or Azergues Foot Groupe C : SO Chambéry                    | AS Saint Priest R          | FC Riorges                  |
| 2004   | FC Villefranche Beaujolais | UGA Décines Olympique Croix de Savoie R Grenoble Abbaye                                                   | UGA Décines                | RC Saint-Étienne            |
| 2005   | FC Échirolles              | Groupe A : L’Etrat Sportif Groupe B : Plastics Vallée FC Groupe C : FC Cluses Scionzier                   | FC Échirolles              | Olympique lyonnais R        |
| 2006   | Monts d'Or Azergues Foot   | Groupe A : OC Eybens Groupe B : Football Croix-de-Savoie 74 R Groupe C : FC Charvieu Chavagneux           | SO Chambéry                | RC Saint-Étienne            |
| 2007   | SO Chambéry                | Groupe A : FC Villefranche Beaujolais R Groupe B : Firminy FCO Groupe C : FC Vaulx-en-Velin FC            | SO Chambéry                | Olympique lyonnais R2       |
| 2008   | ASF Andrézieux R           | Groupe A : FC Bourg Péronnas R Groupe B : FC Limonest Groupe C : AS Valence R                             | Rhône Crussol Foot 07      | Olympique lyonnais R2       |
| 2009   | US Forézienne              | Groupe A : FC Bourgoin-Jallieu Groupe B : FC Valence Groupe C : Aix FC                                    | AS Valence                 | CS Nivolas-Vermelle         |
| 2010   | AS Valence                 | Groupe A : Corbas Groupe B : OC Eybens Groupe C : Marcy Charbonnières                                     | AS Valence                 | CS Nivolas-Vermelle         |
| 2011   | FC Échirolles              | Groupe A : UGA Décines Groupe B : FC Bourgoin Groupe C : FC Limonest                                      | Chambéry Foot 73           | CS Nivolas-Vermelle         |
| 2012   | FC Vaulx-en-Velin          | Groupe A : AS Minguettes Vénissieux R Groupe B : Ain Sud Foot Groupe C : AS Lyon-Duchère R                | AS Minguettes Vénissieux R | Olympique lyonnais R        |
| 2013   | FC Bourgoin-Jallieu        | Groupe A : Groupe B : Groupe C :                                                                          |                            |                             |
| 2014   | Aix-les-Bains FC           | Groupe A : Groupe B : Groupe C :                                                                          |                            |                             |
| 2015   | Annecy FC                  | |                            |                             |

| Club                       | Champ. | Coup. |
| -------------------------- | ------ | ----- |
| US Annemasse               | 9      | 1     |
| CO Saint-Chamond           | 7      | 0     |
| FC Cluses Scionzier        | 7      | 1     |
| Olympique lyonnais         | 6      | 2     |
| FC Villefranche Beaujolais | 5      | 0     |
| SO Chambéry                | 4      | 3     |
| AS Saint-Étienne           | 4      | 1     |
| FC Échirolles              | 3      | 1     |
| Grenoble Foot              | 3      | 0     |
| Lyon OU                    | 3      | 0     |
| AS Saint-Priest            | 2      | 5     |
| AS Valence                 | 2      | 3     |
| Annecy FC                  | 2      | 1     |
| AS Lyon-Duchère            | 2      | 1     |
| ASF Andrézieux             | 2      | 0     |
| SO Pont de Cheruy          | 2      | 0     |
| US Montilienne             | 2      | 0     |
| FC Vaulx-en-Velin          | 2      | 0     |
| AS Minguettes Vénissieux   | 1      | 1     |
| CS Thonon                  | 1      | 1     |
| CBE Feyzin                 | 1      | 1     |
| FC JOJO Grenoble           | 1      | 1     |
| FC Valence                 | 1      | 0     |
| FCS Rumilly                | 1      | 0     |
| FC Bourg Péronnas          | 1      | 0     |
| FC Gaillard                | 1      | 0     |
| Monts d'Or Azergues Foot   | 1      | 0     |
| AC Rive de Gier            | 1      | 0     |
| AS Roanne                  | 1      | 0     |
| AS Villeurbanne            | 1      | 0     |
| CA Saint Jean de Maurienne | 1      | 0     |
| CO Roche-la-Molière        | 1      | 0     |
| Côte Chaude Sportif        | 1      | 0     |
| CS Union Roche-la-Molière  | 1      | 0     |
| La Voulte Sportif          | 1      | 0     |
| Norcap Grenoble            | 1      | 0     |
| US Aubenas                 | 1      | 0     |
| US Forézienne              | 1      | 0     |
| US Vénissieux              | 1      | 0     |
| Chambéry Foot 73           | 0      | 1     |
| AS Chavanay                | 0      | 1     |
| CALO de Rillieux           | 0      | 1     |
| CS Morestel                | 0      | 1     |
| CSADN Roanne               | 0      | 1     |
| PVFC Oyonnax               | 0      | 1     |
| Rhône Crussol Foot 07      | 0      | 1     |
| UGA Décines                | 0      | 1     |
| Olympique Albertville FC   | 0      | 1     |

| Département  | Champ. | Coup. |
| ------------ | ------ | ----- |
| Rhône        | 25     | 12    |
| Haute-Savoie | 16     | 4     |
| Loire        | 12     | 3     |
| Isère        | 10     | 3     |
| Savoie       | 5      | 5     |
| Drôme        | 5      | 3     |
| Ardèche      | 2      | 1     |
| Ain          | 1      | 1     |